# Водяник (фільм)
«Водяник» — чеський фільм 2018 року режисера Ондржея Гавелки, для якого це повнометражний режисерський дебют. Це адаптація роману Мілоша Урбана, нагородженого премією Магнезія Літера 2001 року, яка розповідає про кохання між водяником і дівчиною Катериною, що відбувається в чеській сільській місцевості 19 століття, і, як і роман, сюжет фільму завершується сьогоденням. 

## Сюжет
Дія відбувається в 1830-х роках, коли головний герой барон Йоганн Салмон де Каус повертається зі своїм слугою Франклом з всесвітньої подорожі, щоб відновити систему ставків у своєму маєтку, побудованому його предками. Як людина сучасна, освічений барон зовсім не вписується в життя місцевих жителів. Він любить провокувати оточення, вчителя Вовеса, забороненими книгами, а священника Фіделіуса єретичними розмовами про Господа. Але справжньою проблемою душі та серця барона є Катерина Коларжова, гарна та безпосередня, розкута дочка місцевого високопосадовця. Вона не визнає авторитетів, розумна, допитлива, тяжіє до природи та язичницьких обрядів. Але зачарований нею не лише барон, а й працьовитий вчитель Вовес та допитливий пастор Фіделіус.
Ніхто насправді не здогадується, що барон – водяник, який ховає свої зябра під шарфом на шиї. Ніхто не знає, що чим ближче він до води, то більше в ньому сили. Число загиблих збільшується, але ніхто не пов'язує їх із бароном. Проте, що ближче Катерина емоційно зближується з водяним, то більше у барона зростають сумніви щодо нього самого. Чи довірить він їй свою таємницю і чи дочекається нарешті справжнього кохання? Чи він повинен убити її, як і інших, та позбутися своїх страждань?

## У ролях
| Актор             | Роль                        |
| ----------------- | --------------------------- |
| Карел Добри       | барон Йоганн Салмон де Каус |
| Сімона Змрзла     | Катерина Коларжова          |
| Їржі Лабус        | слуга барона Франкл         |
| Ян Коларжік       | священик Фіделіус           |
| Їржі Маришко      | вчитель Вовес               |
| Давід Навотни     | батько Катерини Коларжової  |
| Володимир Полівка | Якуб                        |
| Норберт Лічі      | головний лісник Кабелач     |
| Войтех Грабак     | молодший Раб                |
| Андреа Беречкова  | дівчина Магда               |
| Ян Комінек        | молодик Ханс                |
| Анна Кратохвілова | дівчина Анна                |
| Іван Сохор        |                             |

## Зйомки
Більша частина фільму була знята в основному в північній Чехії, зокрема на Голанських ставках навколо пагорба Влгошті та в церкві Св. Варвари біля Заградека, район Чеська Липа, а також у музеї просто неба у Куржімі, в Кокоржинському долі. (млин Штампаха), у замку Єзері в Мостеку та в інших місцях Центрального нагір'я Чехії.
Права на оригінал твору спочатку належали іншій кіногрупі, але вони не почали знімання вчасно, і права були втрачені. Так для Ондржея Гавелки відкрився шанс. 

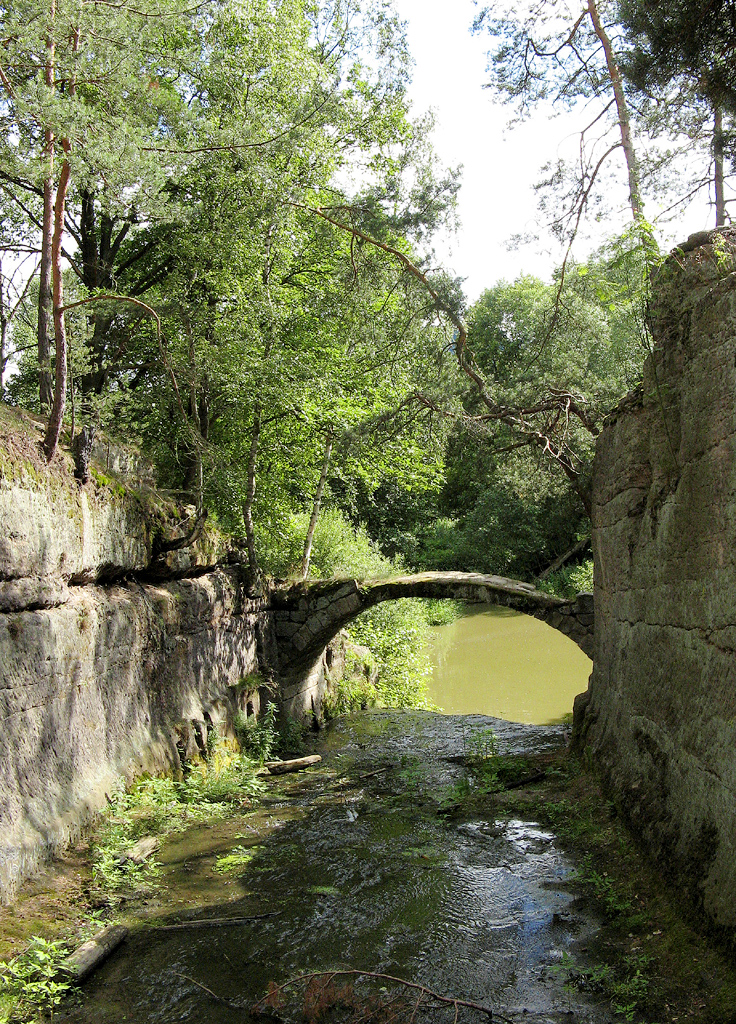
Екстер’єри знімали на Голанських ставках

## Прокат в Україні
Фільм демонструвався лише одного разу в кінотеатрі «Жовтень» на фестивалі «Дні Вишеградського Кіно». Фільм не озвучили українською мовою для прокату в Україні.